# أرتيوم كوفالينكو
أرتيوم كوفالينكو (بالروسية: Артём Павлович Коваленко)‏ هو لاعب كرة قدم روسي في مركز الوسط، ولد في 6 أغسطس 1981. لعب مع سيسكا موسكو.